# Crema diplomatica
La crema diplomatica o anche crema chantilly all'italiana  è una crema ottenuta dall'unione di panna montata con crema pasticcera, solitamente in proporzioni di 1/3 e 2/3 circa. Viene utilizzata come dolce o per farcire e decorare vari prodotti dolciari.

## Etimologia
Il termine "diplomatica" origina dall'unione delle due creme per formare un solo composto, discendendo dal greco diploma, con il significato di "cosa addoppiata". Da tale definizione sembra derivi quella dei "diplomatici", pasticcini di pasta sfoglia e pan di Spagna, farciti spesso con crema diplomatica.
In Italia la crema diplomatica viene chiamata anche "crema chantilly all'italiana".